# クロルオーパー
クロルオーパー（ドイツ語: Krolloper, 時期によってKroll’scher Wintergarten, またはKrolls Etablissement) は、ドイツのベルリンにかつて存在した複合建築物である。場所はブランデンブルク門付近で、現在の共和国広場に面していた。1844年に開業し1951年に終焉を迎えたが、その歴史は非常に変化に富んだものであった。高級娯楽施設、喜劇劇場、繊維製品倉庫、歌劇場、そしてナチ時代には、1933年に国会議事堂が火災で大きな被害を受けたため、代替の国会議事堂として使用された。

## クロルの時代（1844年–1894年）

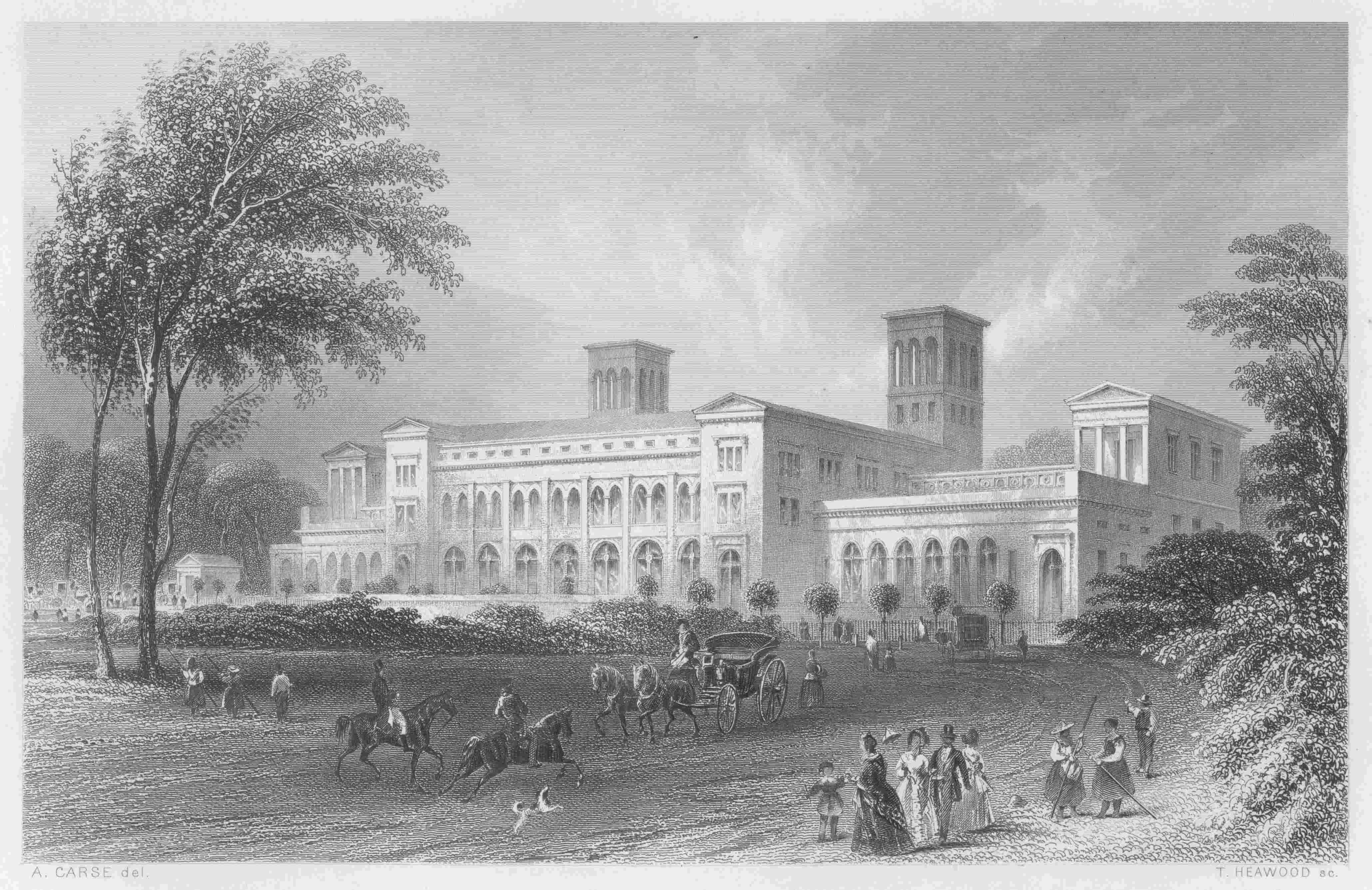
1850年頃のクロルオーパー

設立のきっかけは、プロイセン国王フリードリヒ・ヴィルヘルム4世が1841年のブレスラウ訪問時に「Kroll´scher Wintergarten（「クロル室内庭園」）」を知ったことに遡る。こうして王宮所在地たるベルリンに上品な社交の場を設立することとなったのである。そこで企業家ヨーゼフ・クロル（Joseph Kroll）にベルリンの地所が無償で譲渡されたが、場所は練兵場の外れで埃が舞い、雨が降れば一面がぬかるむような、昔の市境を少し超えたところであった。しかし自らも設立資本を3万ターラー用立てる必要があり、クロルはこれを借入によって賄わざるをえなかった。しかも事業が失敗すれば、地所を返還し、新たに建てた建物も撤去する義務を負わされた。
建築に王室建築家ルートヴィヒ・ペルジウスも携わっていたのも、プロジェクトが国王の関心事であったことを明白に示している。他にも著名な建築家カール・フェルディナント・ラングハウス、エドゥアルト・クノーブラウフがいた。建築には10か月を要し、1844年2月15日に豪華な舞踏会をもって開業した施設は、城のようなスタイルで、中心となる建物は2階建て、両側には低層の翼部が続き、この他にもいくつかの建物が付属していた。5,000人を収容し、屋内庭園は2か所、中規模のサロンは14か所、大規模なホールが3か所、その内1つは特に贅を凝らした「Königssaal（王の間）」で、音楽を奏でる奏者は60名にのぼった。技術の面で特筆すべきは、当時、導入されたばかりのガス灯で400灯が設置された。
開業初年の業績は非常に好調であった。ベルリンの道々には大きな宣伝ポスターが貼り出され、企画には手をかけた装いの仮面舞踏会、イタリアや中国の夕べ、くじ引き大会、クリスマス展示があった。ウィーンのワルツ王、ヨハン・シュトラウス2世も一時客演したが、直ぐにウィーンに戻った。彼の音楽が「ベルリンの人々の気質には、あまり受け入れられない」ことを悟ったためであった。努力を尽くしたものの、経営状態は次第に悪化していった。ヨーゼフ・クロルは肝臓病のため死去したが、生前、国王に邂逅し、ベルリンで事業を行ったことを後悔していた。

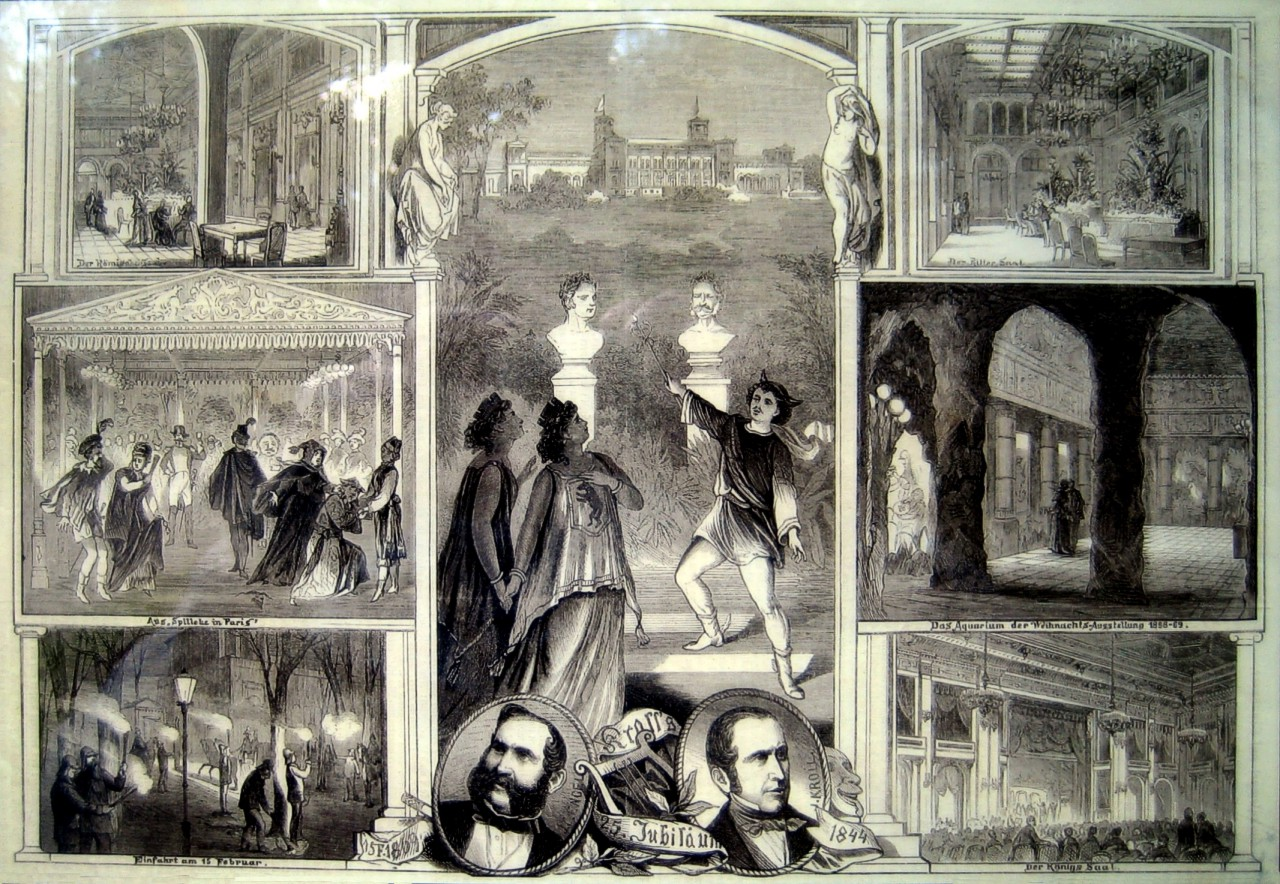
ヨーゼフ・クロルとヤーコプ・エンゲル（Jakob Engel）の肖像。1869年の25周年記念広告

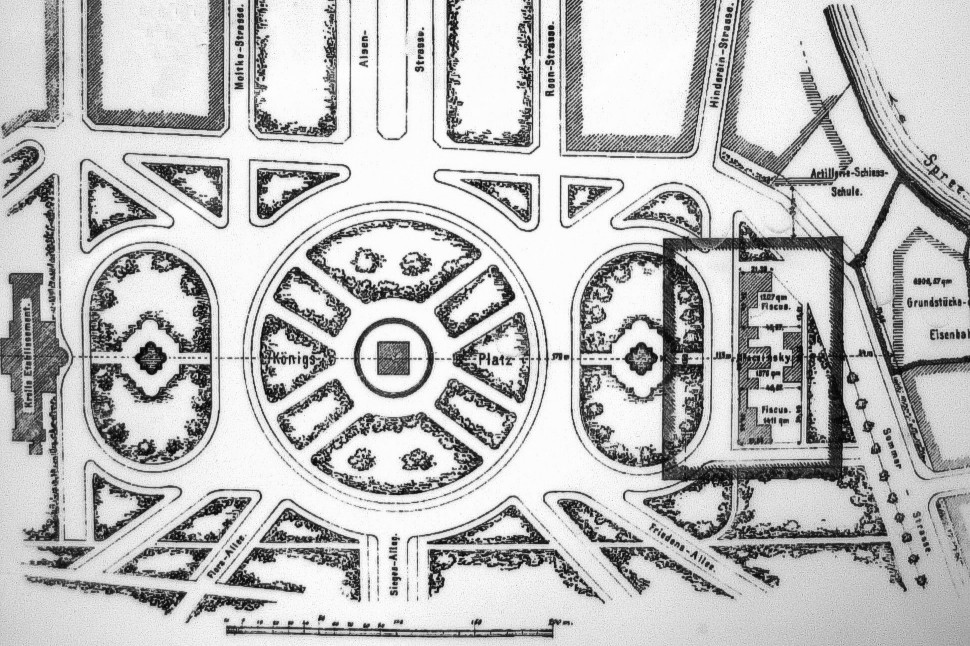
1879年の配置図、左外側がクロルオーパー、右側の記載は新設の国会議事堂

事業を引き継いだのはクロルの年長の娘、アウグステ（Auguste）であった。事業拡大に乗り出し、猛獣ショーや大規模な商業見本市を開催した。劇場としての免許を取得し、「王の間」に舞台を設置して、当初は、喜劇や郷土劇といった庶民的な演目を上演したが、オペラ作品もいくつかレパートリーに加わった。例えばフリードリヒ・フォン・フロートウの『マルタ』やロッシーニの『セビリアの理髪師』で、資金が限られる中、冒険的な企画であった。アウグステ・クロルが特に目をかけたのが、幾度も大好評を博しながらも常に生活苦にあえいでいた作曲家、アルベルト・ロルツィングであった。オペラ作品『刀鍛冶』『ウンディーネ』『ロシア皇帝と船大工』が上演されたが、厳しい経営業況の中では歩合や報酬を支払う余裕がなかった。1851年2月、豪華施設は炎に包まれ全焼した。照明の火が舞台装置に引火したのが原因であった。被災を免れたのは庭園と夏季劇場のみであった。火災保険から8万ターラーが支払われ、わずか1年で再建することができた。建築家はエドゥアルト・ティッツで、以前よりも立派なものとなった
1853年、アウグステ・クロルはヤーコプ・エンゲル（Jakob Engel）と結婚した。ハンガリー出身の音楽家で、楽長として雇われていた人物であった。そして音楽の演目は一層、大掛かりなものとなっていった。小規模なオペラの他に、ロッシーニの『オテロ』やリヒャルト・ヴァーグナーの作品である。しかし長年の高コストと低収益という状況に変わりはなかった。1855年4月1日、負債に耐え兼ね、ついに倒産の憂き目にあった。その後、数年は債権者が事業を継続したものの、状況が好転することはなかった。強制競売にかけられると、ヤーコプ・エンゲルは今なお負債を抱える企業を買い戻しを行ったのである。しかし10万9,000ターラーもの資金をどこから調達したかは明らかではない。エンゲルは多大な費用を要するオペラ作品を断念することとなった。しかしすぐにまた危機が訪れた。1869年、創業25周年に当たる年、プロイセンに営業の自由が導入されたのである。これまで必要だった営業許可が不要となり、数多くの私企業が設立され、競争はますます激しくなっていった。エンゲルは売却を試みたが、高額な抵当権が付いていたため、実を結ばなかった。大きな投資は不可能であった。数十年の時を過ぎ、地所全体の法的状況が不透明であったためである。1864年以降、練兵場は「Königsplatz（国王広場）」となり、堂々たる都市広場へと装いを一変した。1870年代には、繰り返し議会で新国会議事堂の立地について議論が重ねられ、建設のため同施設を撤去するという案も出された。1876年に新国会議事堂は広場の向かい側に建設する旨、議決された。ヤーコプ・エンゲルもまた計画をいくつか実現することができた。例えば、それまでのガス灯に代わる電灯の導入であり、これはベルリンで初となるものであった。1888年、エンゲルが死去。息子はベルリンの観客の関心が薄れていく状況に抗しきれず、1894年、やむなく経営から手を引くこととなった。

## 歌劇場（1894年–1933年）

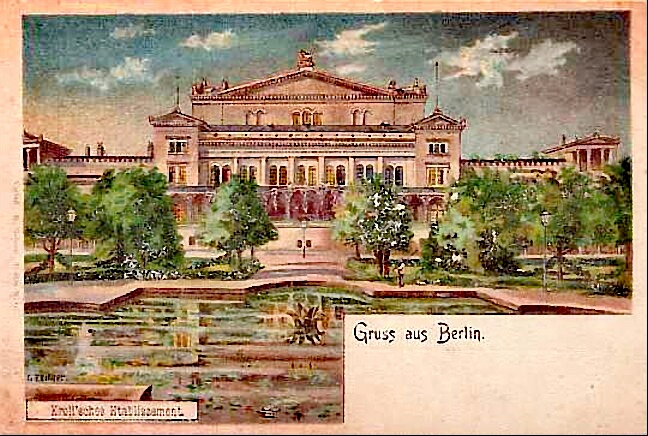
1890頃の建物

1894年以降の経営者はベツォウ・ビール醸造所の所有者、ユリウス・ベツォウ（Julius Bötzow）で、コンサートはわずかに留め、純粋なレストランとして経営し、まずまずの成功を収めた。しかし翌年にはまず賃貸に出し、1896には「Königliche Schauspiele（王立劇場）」に売却した。こうして私企業として、様々な役割を持った高級娯楽施設としての時代に終止符が打たれ、国立の歌劇場としてのクロルオーパーの歴史が始まった。建物は「Neues Königliches Operntheater（新王立歌劇場）」と改称され、1898年まで歌劇場として改築が行われた。その後は、他の国立劇場の長期工事時に代替劇場として使用された。特筆すべきこととしては、著名歌手のエンリコ・カルーソー、「現代音楽」のイーゴリ・ストラヴィンスキーとグスタフ・マーラーが観衆から大好評を博し、またヨハン・シュトラウス2世作曲のオペレッタ『こうもり』が98回も上演されたことである。
ドイツ皇帝ヴィルヘルム2世はしかし同地に、さらに華美で大規模な、最低でも2,500席の歌劇場を望んだ。1904年から「新王立歌劇場ベルリン」プロジェクトが検討された。当初は、歴史ある「ウンター・デン・リンデン邦立歌劇場」の撤去が予定された。1909年に計画は具体的なものとなり、今度はクロルオーパーの敷地が建設予定地とされた。 ベルリンの都市建築監督官（Stadtbaurat）で建築家のルートヴィヒ・ホフマンは1913年末に設計案を提出し、プロイセン下院は必要な資金を認めた。1914年の夏、クロルオーパーの解体工事が始まったが、1914年8月1日に第一次世界大戦が勃発すると、ただちに中止された。 戦時中、建物は使用可能な限り、羊毛と古着でいっぱいになったが、「Zentralsammelstelle der Reichswollwoche（帝国羊毛週間中央集積所）」として利用されたためである。屋外劇場は暖かな季節には「Nachmittagsheim für verwundete Krieger（傷痍軍人の午後の集い）」に使用された。
ルートヴィヒ・ホフマンは終戦直後、文化省からかつて着手した大プロジェクトの続行を求められた。今度は「Volksopernhaus（民衆歌劇場）」としてである。しかしこの計画は頓挫した。大臣が入れ替わり、資金がなくなったためである。1920年に「ベルリン・フォルクスビューネ（民衆舞台）協会」が土地と歌劇場をプロイセン邦から貸借し、改修が必要な状態であった建物の再建を義務付けられた。ファサードは、かつてのホフマンの設計に沿ったものであった。ほぼ2,500席の大ホールは、劇場建築家オスカー・カウフマンが建設したが、その様式は当時の人々からは「表現主義的ロココ」と批判された。同時に、庭園に新たにテラス、屋外劇場が設置され、カウフマンはそのために契約通りに5,000人収容の宴会場を設計した。しかし最終的にプロジェクトは、フォルクスビューネの財政能力を超えてしまったため、プロイセン邦が工事費用と歌劇場自体を引き受けざるを得なかった。またフォルクスビューネは、全公演のチケットを半分引き受ける義務を負った。「ウンター・デン・リンデン邦立歌劇場」の第2公演会場として、その名も「Oper am Königsplatz（国王広場歌劇場）」として、1924年1月1日に開場した。こけら落としはリヒャルト・ヴァーグナーの『ニュルンベルクのマイスタージンガー』、指揮はエーリヒ・クライバーであった。 オペラ1926年に国王広場が改名されると、歌劇場も公式に「Staatsoper am Platz der Republik（共和国広場邦立歌劇場）」に改称された。しかしベルリンの人々は、これまで通り「クロルオーパー」と呼び続けた。

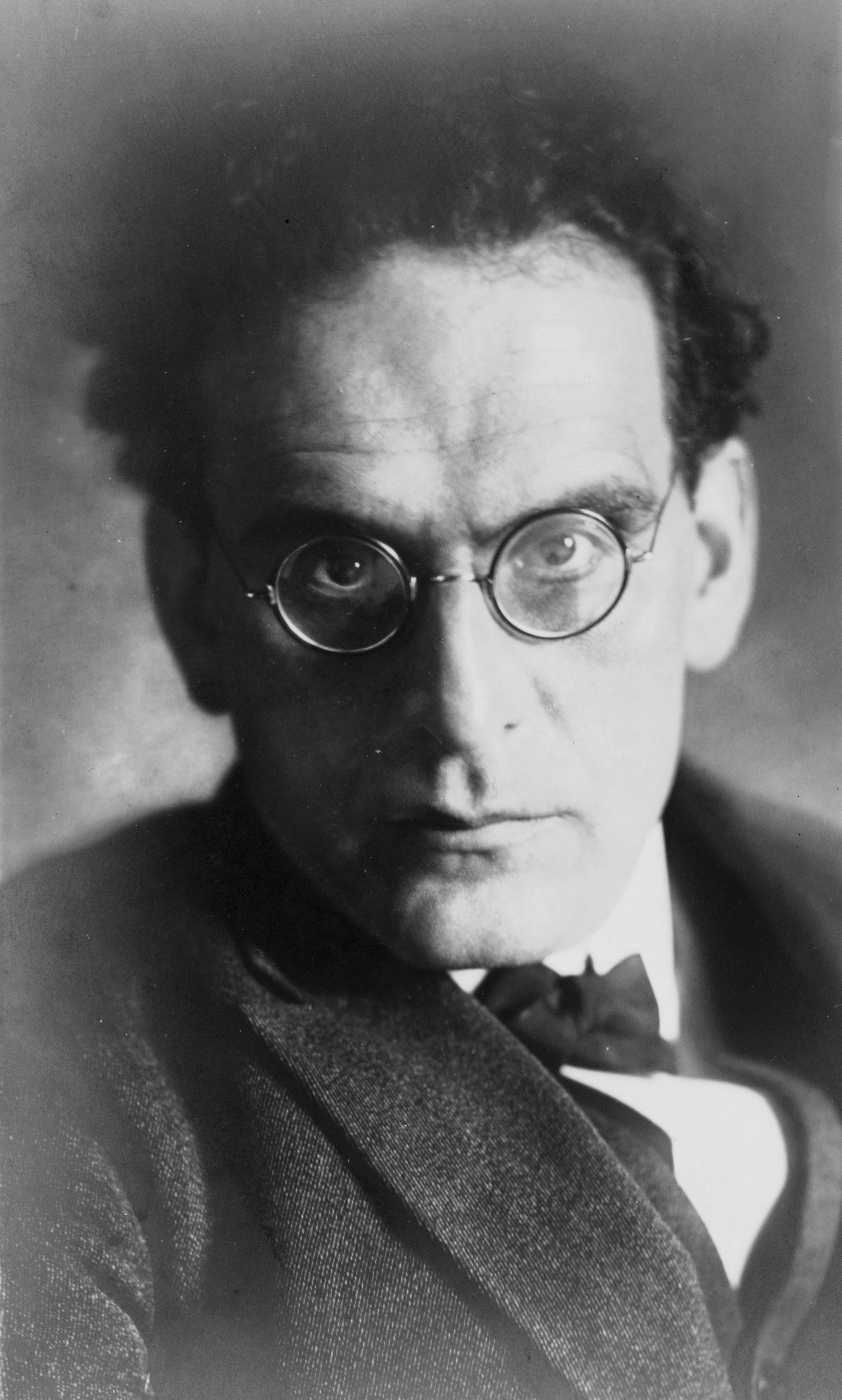
オットー・クレンペラー

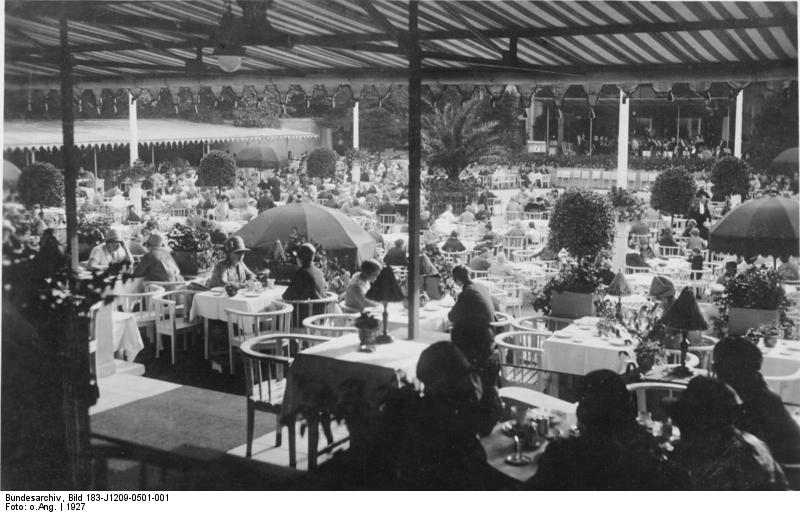
クロル庭園、1927年

しかし2か所の会場が協働するのは、無理があることが次第に明らかになっていった。歌手や楽員にとっては負担が重かった。そこでこの2会場の統合は解消されることになった。かつてのクロルオーパーの理事（Direktor）と音楽監督（musikalischer Leiter）に指揮者のオットー・クレンペラーが招聘された。この決定により、この施設の歴史の中で、芸術面で最も重要な一章が始まったのである。幕開けは1927年11月19日で、演目はルートヴィヒ・ヴァン・ベートーヴェンの『フィデリオ』、演出は現在的なものであった。クレンペラーの確固たる目標は芸術ジャンルとしてのオペラの革新であった。ほぼ4年間で44作品が上演され、その中にはアルノルト・シェーンベルク（『映画の一場面への伴奏音楽』1930年）、エルンスト・クレネク、パウル・ヒンデミット（『今日のニュース』1929年）、イゴール・ストラヴィンスキー、レオシュ・ヤナーチェクの作品の初演も含まれていた。公演した指揮者にはオットー・クレンペラー、アレクサンダー・フォン・ツェムリンスキー、フリッツ・ツヴァイク、監督にはユルゲン・フェーリング、エルンスト・レガール、グスタフ・グリュントゲンス、ハンス・クルイェル（Hans Curjel, 1896年カールスルーエ生誕、1974年チューリヒ死去）、舞台美術家には エドゥアルト・デュルベルク（1888年–1933年）、カスパー・ネーアー、ラースロー・モホリ＝ナジ、テオ・オットー、オスカー・シュレンマー、ジョルジョ・デ・キリコがいる。
クレンペラーのオペラ・アンサンブルは現在から見ても画期的な公演であった。作品と演出の、また音楽と劇場の統合によって、現代的なオペラのモデルが生まれ、第二次世界大戦後にも再び採用できたほどである。例えばヴァルター・フェルゼンシュタインがベルリン・コーミッシェ・オーパーで行っている。1930年頃のヴァイマル共和政の情勢下、反応は非常に割れていた。教養市民階級で開明的な者は喝采を送った。50％のチケットを販売したフォルクスビューネの観客にとっては、多くは奇異なものであった。従来通りの、心落ち着く公演を期待していたためであり、最新のオペラ美学は挑発的であった。右派諸政党はオペラの文化ボルシェヴィズムの中止を申請した。全てのプロイセン邦立劇場の総監督（Generalintendant）ハインツ・ティーテェンも閉鎖に賛成し、プロイセン邦議会は経済的な理由を挙げた。曰く、経済危機の時代において、ベルリンは3つも劇場を維持できる状態にない、と。クロルオーパー最後の公演は1931年7月3日に行われた。演目はヴォルフガング・アマデウス・モーツァルトの『フィガロの結婚』であった。オットー・クレンペラーは後にこう語っている。「私は、クロルオーパーの閉鎖を防ぐために、力の限りを尽くして全てを行った。まるで人生計画の一つのように愛着を持っていたためである。激情に駆られて、プロイセン邦政府を訴えた。合意に至らず、裁判に負けた」。

## ナチ時代の国会議事堂（1933年–1942年）

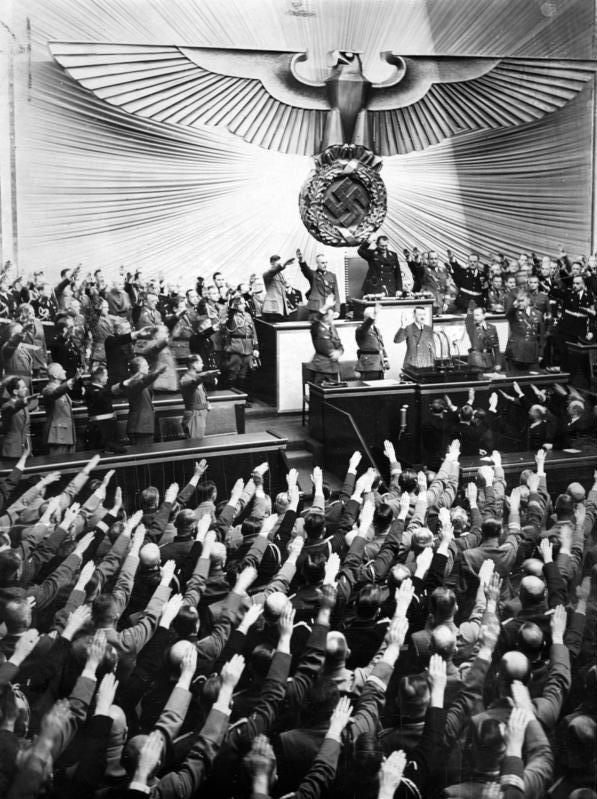
クロルオーパーの議場内でのアドルフ・ヒトラー。ポーランド戦役の終結を宣言した1939年10月6日に撮影

歌劇場は、ほぼ2年間使用されなかった。1933年1月30日、アドルフ・ヒトラーが首相に任命された。1933年2月19日に「自由な言葉」と銘打った集会が開催された。理性的な民主主義、反ナチスの精神的での著名人が900人以上集い、ナチスに対して抗議を行った。1933年2月27日の夜、国会議事堂が炎上した。 ナチスにとっては政敵、まずは特に共産党を仮借なく弾圧するきっかけとなった。1933年3月5日の国会選挙でナチ党と連立与党の国家人民党は、絶対多数を獲得した。ヴァイマル憲法の規定に従い、選挙日から30日以内に国会を召集する必要があったが、火災で大きな被害を受けた議事堂の本会議場は使用できる状態になかったため、クロルオーパーが議場に選ばれた。なお議事堂はナチ時代には、象徴的に再建されなかった。1933年3月7日、必要な改装工事が始まった。観客席の上方の天井部分は下げられ、布が張られた。そこには晴れやかな天井画があり、この場にそぐわないもとのして消し去るためであった。客席には合計647席が設置されたが、実際にこの時点で必要だった議席に比べれば過大なものであっただろう。なぜなら社会民主党の11議員がすでに「保護拘禁」下におかれ、また共産党の81議席は無効を宣言されていたためである。内務大臣ヴィルヘルム・フリックはこう語っている。
新国会の召集時には、共産党員はより緊急かつ有用な労働のために、議事への参加が妨げられるであろう。諸氏は必ずや再び有用な労働に慣れることだろう。そのために我々は強制収容所でその機会を与えるであろう。—クロルオーパーのかつての所在地に掲示された案内板
この後もナチスはクロルオーパーを国会の議場として使用し、一党独裁への途上で一連の議決を行い、また戦争に形式的に承認を与えた。1933年3月23日に社会民主党は反対票を投じたが、ブルジョワ諸政党の支持によって「民族および国家の危機を除去するための法律」、いわゆる「全権委任法」が可決され、こうしてドイツ国の民主主義の時代は終わりを迎えた。その後、政府は議会の賛成や大統領の署名なしで、法律を公布することができた。社会民主党の抗議にヒトラーは嘲笑をもって答えた。「迫害と言うが、大げさというものだ。今の時点で迫害などと言っても、今日の時代に限ったことではない」。1933年12月12日の国会で議場にいたのは、ナチ党員のみとなっていた。
後に開かれた国会はわずかで、いずれもヒトラーの舞台となった。「レーム一揆」後に党内の抵抗勢力殺害を正当化し、旧ドイツ植民地の要求を主張し、オーストリアのドイツへの「合邦」を祝い、西側民主主義諸国を戦争で脅迫したのである。また、成立当時には第5条の規定で1937年までの時限立法とされていた全権委任法は、更新を重ねていった。
ドイツで初のテレビ中継は、1934年4月18日にベルリンのクロルオーパーで公開された（パウル・ニプコウ・テレビ局）。
1939年9月1日にヒトラーはポーランド攻撃を告げ、こうして第二次世界大戦が初まった。1941年12月11日のドイツおよびイタリアの対米宣戦をヒトラーはクロルオーパーでの国会で布告し、アメリカ大統領フランクリン・ルーズヴェルトを精神病である、と決めつけた。 1942年4月26日に最後の国会が開催され、ヒトラーはモスクワを前にした敗北を勝利にすり替え、自らを「全ドイツ人の最高裁判権者」と宣言させた。

## 終焉（1942年–1957年）

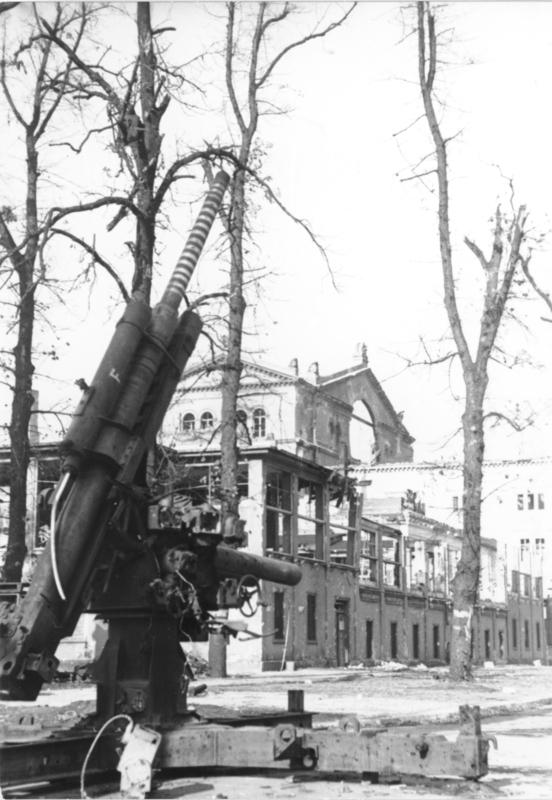
被災しながらも一部その姿をとどめるクロルオーパー、1945年

短い間隔を置いて建物は再び歌劇場として使用された。ウンター・デン・リンデン邦立劇場のアンサンブルは、ベルリン空襲で本会場に重大な被害を受けた後、最後の国会と並行して、ここを会場にして公演を行った。
1943年11月22日にはイギリス空軍のベルリン空襲によって建物は大きな損害を受けた。
ベルリンの戦い、また1945年4月30日に赤軍が国会議事堂に突入すると、クロルオーパーもまた被害を蒙った。1945年5月23日、終戦からわずか15日後に、庭園レストランを使用可能にするため瓦礫の撤去作業が開始された。夏季にはクロル庭園でコンサートやダンスが催された。1956年の業績は思わしくなく、最後の賃貸人が営業を断念した。すでに1951年には、本館部分が爆破、撤去されていた。1957年5月4日にはベルリン＝ティーアガルテンの土地局は、残る建物の「公的除去」を申請している。1957年の秋には最後の残骸が撤去された。
かつての敷地は、現在ではハインリヒ＝フォン・ガーゲルン通り（Heinrich-von-Gagern-Straße）、ジョン＝フォスター＝ダレス＝アレー、パウル＝レーベ＝アレー（Paul-Löbe-Allee）に挟まれ、 また新連邦首相府付近の芝生広場に当たる。2007年8月からグローセ・クヴェーアアレー（Große Querallee）にあるティピー・アム・カンツラーアムトの斜め向かい（連邦首相府と世界文化の家の間）に英語とドイツ語での詳細な案内板と記念銘版が設置され、クロルオーパーとその歴史を今に伝えている。